# 安東尼奧迪亞斯市 (新埃斯帕塔州)

安東尼奧迪亞斯市（西班牙語：Municipio Antonio Díaz），是委內瑞拉的一個市，位於該國北部新埃斯帕塔州，首府設於聖胡安包蒂斯塔，始建於1901年，面積165.9平方公里，2011年人口71,466，人口密度每平方公里431人。